# Пхалі

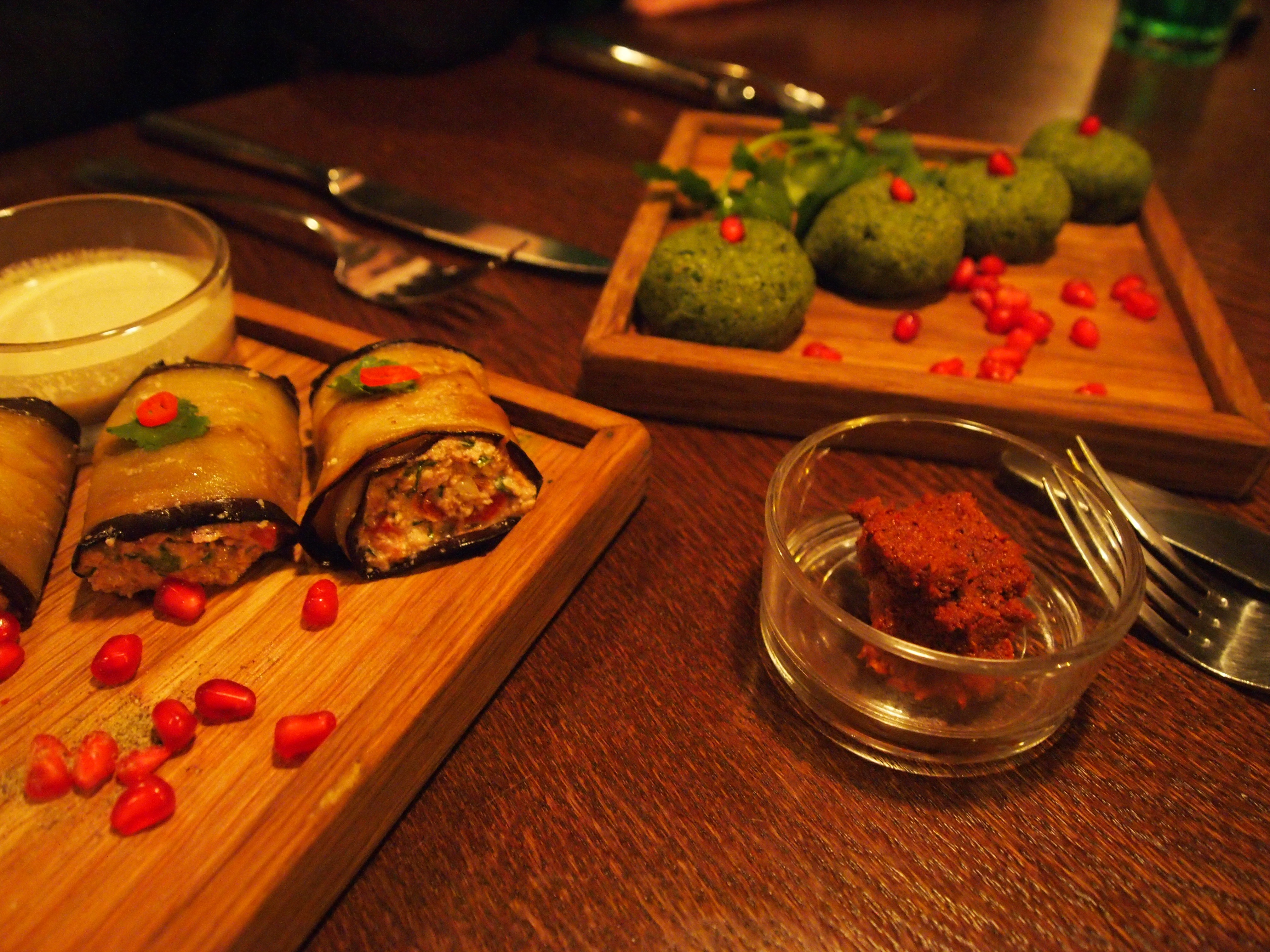
Бадріджані з аджикою та пхалі зі шпинату (зелені кульки)

Пхалі (іноді: мхалі) (грузинською ფხალი) — одна з найпопулярніших і найдешевших страв грузинської кухні, в якій використовується принцип варіативності («один рецепт — різні інґредієнти»)

## Приготування
Основа пхалі — будь-який овоч чи зелень: капуста, листя кропиви, шпинат, екала (дослівно — колючка, відома як сассапаріль); молоде бадилля редиски, буряків, цвітної капусти; мангольд , а також м'ясо, риба чи субпродукти.
Основний інґредієнт дрібно ріжеться, відварюється, припускається, бланшується або залишається без теплової обробки (наприклад, зелень, деякі овочі). Заправляється пхалі пряним соусом, виготовленим із волоських горіхів, гострого перцю, часнику, кінзи, ріпчастої цибулі, хмелі-сунелі, уцхо-сунелі, солі й винного оцту.
Пхалі подається в якості закуски або гарніру до м'ясних страв. Мінімальна теплова обробка рослинної основи дозволяє зберегти майже всі вітаміни. Соус дає можливість змінити на краще смакові характеристики вихідного продукту.
Пхалі, викладена гіркою, подається в салатнику або на тарелі, чи викладеною у вигляді «котлеток». Для святкового столу з маси формують невеликі кульки з заглибленнями, в які поміщають зерна граната і наливають горіхову олію.

## Варіанти
В Гурії пхалі, прийняте з аджарської кухні, готується з рисом. В районі Хевсуреті пхаліулі готується з різних видів трав і заправляється часником, цибулею, спеціями і прянощами.
Поширений варіант – пхалі-асорті з декількох продуктів під однією горіховою заправкою — пхаліулі. Таким чином готується досить швидко кілька страв, які, до того ж, ефектно виглядають на столі.
Всього відомо більше двохсот варіантів цієї страви.